# Molybdenoxotransferáza
Molybdenoxotransferázy jsou skupinou enzymů obsahujících molybden, které zprostředkovávají přenosy atomů kyslíku.
Patří sem DMSO reduktázy, xantinoxidázy, nitritreduktázy a sulfitoxidázy.